# 瓦勒德孔波尔泰
瓦勒德孔波尔泰（法語：Val-de-Comporté，法語發音：[val də kɔ̃pɔʁte]）是法国维埃纳省的一个市镇，属于蒙莫里永区。该市镇于2024年1月1日由原市镇圣马库和圣萨维奥勒合并而成，行政中心位于圣萨维奥勒。

## 地理
瓦勒德孔波尔泰（46°8'0"N, 0°14'36"E）面积21.49 平方千米，位于法国新阿基坦大区维埃纳省，该省份为法国中西部省份，北起曼恩-卢瓦尔省和安德尔-卢瓦尔省，西接德塞夫勒省，南至夏朗德省，东南接上维埃纳省，东临安德尔省。
与瓦勒德孔波尔泰接壤的市镇（或旧市镇、城区）包括：圣戈当、利马隆日、利纳宰、圣皮埃尔-代克西德伊、武莱姆。
瓦勒德孔波尔泰的时区为UTC+01:00、UTC+02:00（夏令时）。

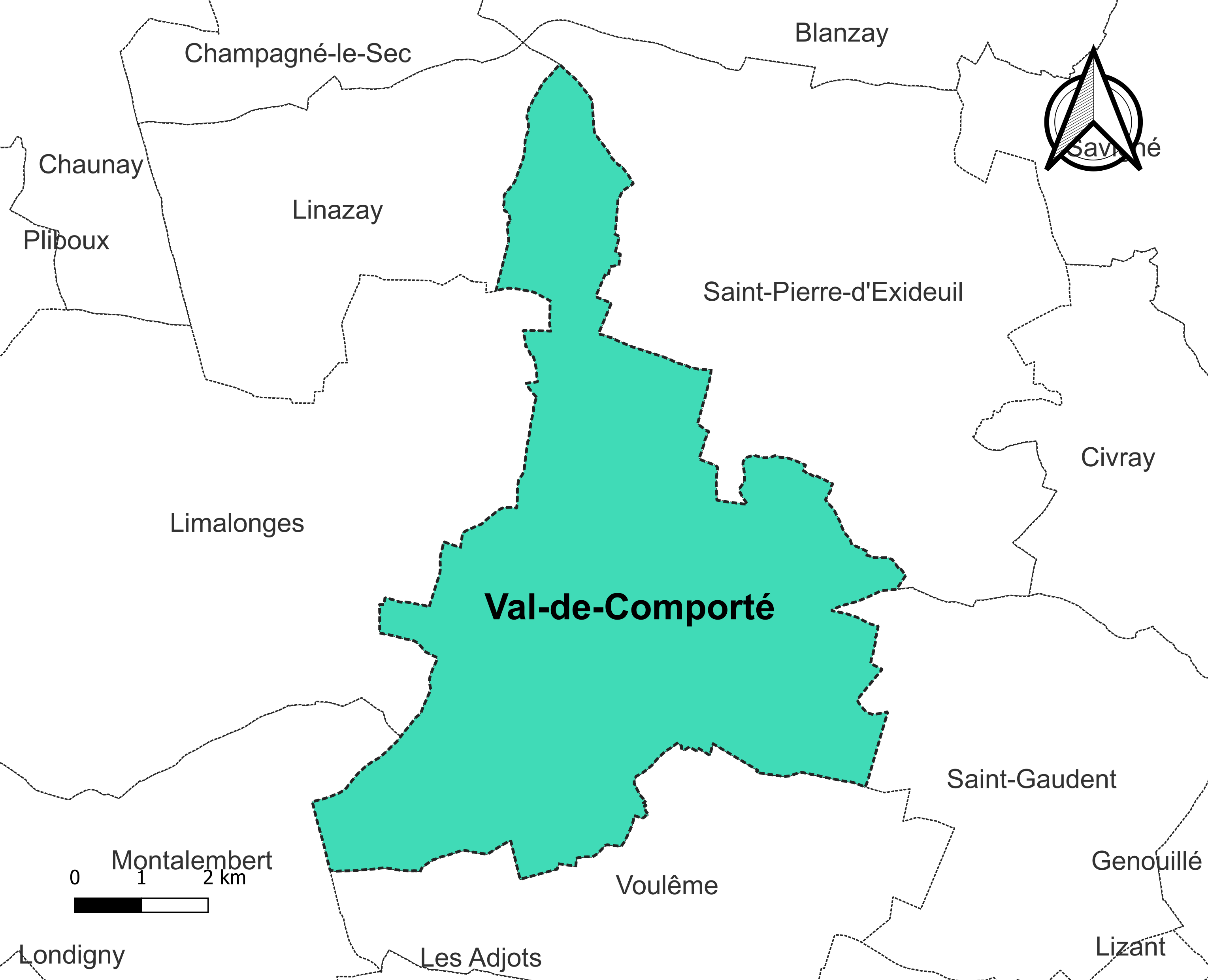
瓦勒德孔波尔泰的定位图

## 行政
瓦勒德孔波尔泰的邮政编码为86400，INSEE市镇编码为86247。

## 政治
瓦勒德孔波尔泰所属的省级选区为锡夫赖县。

## 人口
瓦勒德孔波尔泰于2022年1月1日时的人口数量为1007人。